# Jean-Michel Lacroix
Pour les articles homonymes, voir Lacroix.
Jean-Michel Lacroix, né le 6 novembre 1749 à Blond (Haute-Vienne) et mort le 16 janvier 1820 à Bellac (Haute-Vienne), est un homme politique français.

## Biographie

### Mandat à la Convention
La monarchie constitutionnelle, mise en application par la constitution du 3 septembre 1791, prend fin à l'issue de la journée du 10 août 1792 : les bataillons de fédérés bretons et marseillais et les insurgés des faubourgs de Paris prennent le palais des Tuileries. Louis XVI est suspendu et incarcéré, avec sa famille, à la tour du Temple.
En septembre 1792, Jean-Michel Lacroix, alors procureur-syndic du district de Bellac, est élu député du département de la Haute-Vienne, le premier sur sept, à la Convention nationale.
Il siège sur les bancs de la Gironde. Lors du procès de Louis XVI, il vote « la détention, et le bannissement à la paix », et se prononce en faveur de l'appel au peuple et du sursis à l'exécution de la peine. Le 13 avril 1793, il est absent lors du scrutin sur la mise en accusation de Jean-Paul Marat. Le 28 mai, il est également absent lors du scrutin sur le rétablissement de la Commission des Douze.
Le 21 août 1793, sur motion de Léonard Gay-Vernon (député de la Haute-Vienne), Jean-Michel Lacroix et ses collègues Gabriel Faye, Benoît Lesterpt-Beauvais, François Rivaud et Jean-Baptiste Souloignac sont décrétés d'arrestation pour avoir signé une adresse hostile aux journées du 31 mai et du 2 juin et diffusée aux autorités de leur département,. Ils sont libérés et réintégrés à leur poste de député le 18 frimaire an III (le 8 décembre 1794).

## Sources
1. ↑  Claveau, Louis, Ducom, André Jean (1861-1923), Lataste, Lodoïs (1842-1923) et Pionnier, Constant (1857-1924), « Archives parlementaires de 1787 à 1860, Première série, tome 52, Liste des députés par départements » , sur https://gallica.bnf.fr, 1897 (consulté le 18 mai 2025)
2. ↑  Froullé, Jacques-François (≃1734-1794) et Levigneur, Thomas (≃1747-1794), « Liste comparative des cinq appels nominaux. Faits dans les séances des 15, 16, 17, 18 et 19 janvier 1793, sur le procès et le jugement de Louis XVI » , sur https://gallica.bnf.fr, 1793 (consulté le 18 mai 2025)
3. ↑  Claveau, Louis, Ducom, André Jean (1861-1923), Lataste, Lodoïs (1842-1923) et Pionnier, Constant (1857-1924), « Archives parlementaires de 1787 à 1860, Première série, tome 62, séance du 13 avril 1793 » , sur https://gallica.bnf.fr, 1902 (consulté le 18 mai 2025)
4. ↑  Claveau, Louis, Ducom, André Jean (1861-1923), Lataste, Lodoïs (1842-1923) et Pionnier, Constant (1857-1924), « Archives parlementaires de 1787 à 1860, Première série, tome 65, séance du 28 mai 1793 » , sur https://gallica.bnf.fr, 1904 (consulté le 18 mai 2025)
5. ↑  Claveau, Louis, Ducom, André Jean (1861-1923), Lataste, Lodoïs (1842-1923), Lemaire, Hippolyte (1849-1908) et Pionnier, Constant (1857-1924), « Archives parlementaires de 1787 à 1860, Première série, tome 72, séance du 21 août 1793 » , sur https://gallica.bnf.fr, 1907 (consulté le 18 mai 2025)
6. ↑  Ternaux, Mortimer (1808-1871), « Histoire de la Terreur 1792-1794. Tome septième » , sur https://gallica.bnf.fr, 1869 (consulté le 17 mai 2025)

- « Jean-Michel Lacroix », dans Adolphe Robert et Gaston Cougny, Dictionnaire des parlementaires français, Edgar Bourloton, 1889-1891 [détail de l’édition]